# Sân vận động Nef
Sân vận động Nef, tên chính thức là Khu liên hợp thể thao Ali Sami Yen - Sân vận động Nef (tiếng Thổ Nhĩ Kỳ: Ali Sami Yen Spor Kompleksi – Nef Stadyumu), là một sân vận động bóng đá nằm ở khu Seyrantepe của quận Sarıyer, ở phía châu Âu của Istanbul, Thổ Nhĩ Kỳ. Đây là sân nhà của câu lạc bộ Süper Lig Galatasaray SK. Sân là sân vận động toàn chỗ ngồi và có sức chứa 52.223 khán giả trong các trận đấu bóng đá. Sân vận động là một phần của Khu liên hợp thể thao Ali Sami Yen.
Sân vận động Nef là sân vận động đầu tiên ở Thổ Nhĩ Kỳ đáp ứng các yêu cầu của Giải vô địch bóng đá châu Âu 2016 trong quá trình quốc gia này xin đăng cai tổ chức Giải vô địch bóng đá châu Âu. Năm 2011, Sân vận động Nef là một trong sáu ứng cử viên cho hạng mục Địa điểm của năm và Địa điểm mới của Stadium Business Awards. Galatasaray SK đã vô địch Süper Lig trong mùa giải đầu tiên tại Sân vận động Nef. Sân vận động Nef và Galatasaray SK được xuất hiện trong chương đầu tiên của cuốn tiểu thuyết Threat Vector năm 2012 của Tom Clancy.

## Lịch sử

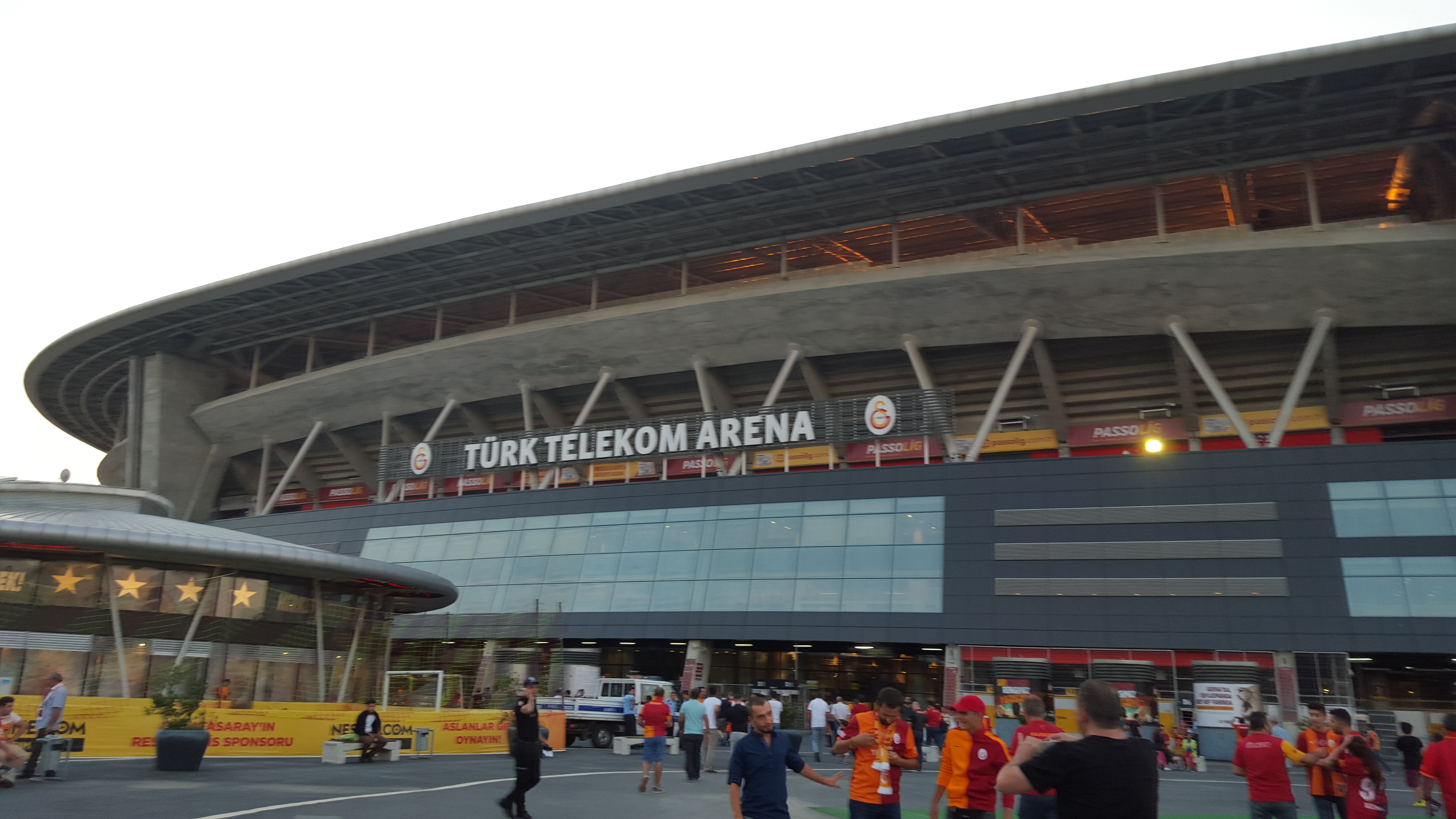
Bên ngoài sân vận động

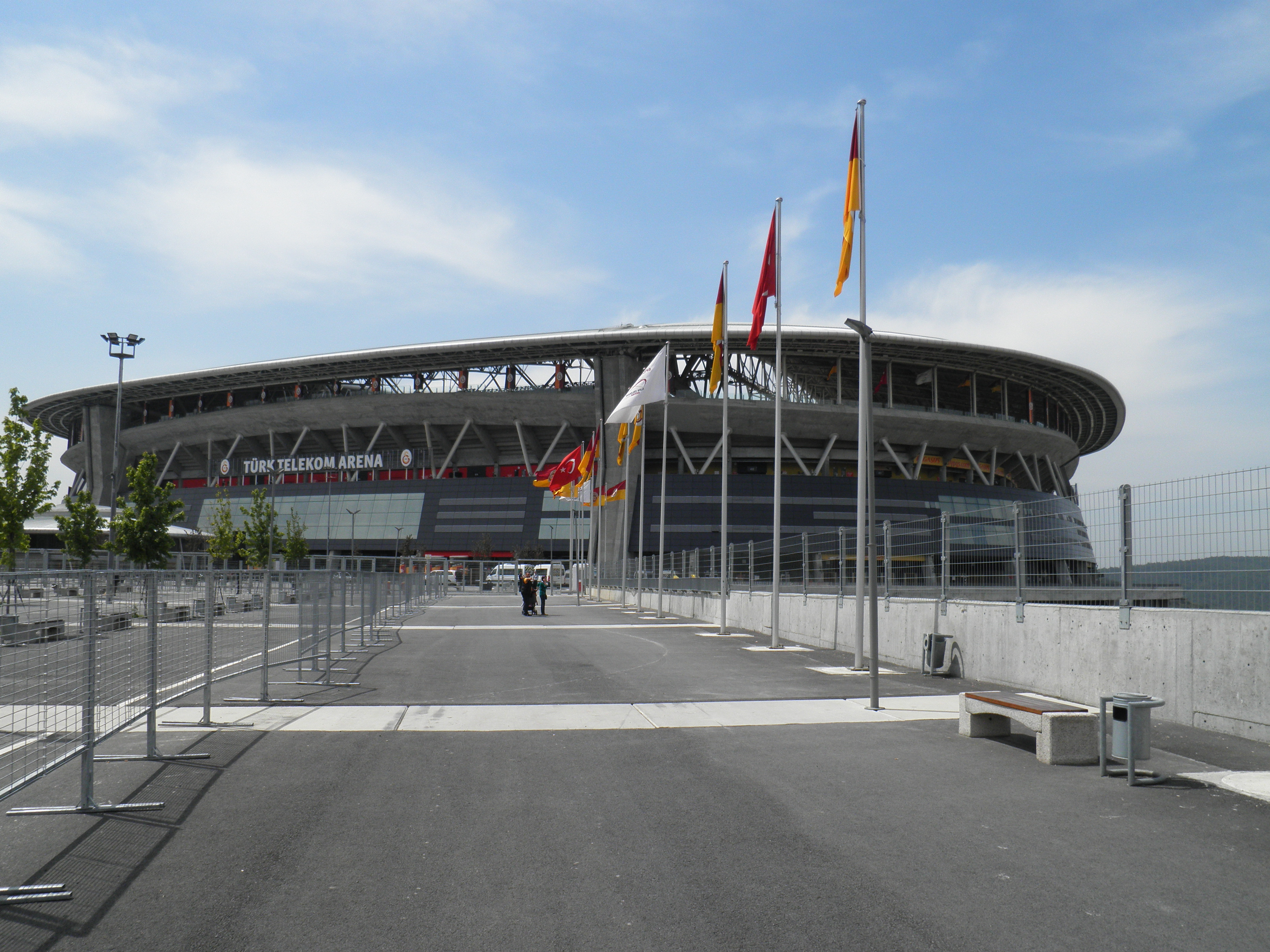
Con đường chính đến sân vận động

Bóng đá lần đầu tiên được chơi ở Istanbul bởi một số cầu thủ Anh trong một sân vận động được gọi là Papazın Çayırı ("Sân của thầy tu") mà ngày nay là Sân vận động Şükrü Saracoğlu của Fenerbahçe. Với việc khánh thành Sân vận động Taksim vào năm 1921, chính sân vận động mới này đã trở thành trụ sở mới của bóng đá. Trong quá trình phát triển đô thị năm 1939, doanh trại quân đội nơi có Sân vận động Taksim đã bị phá bỏ vào năm 1940. Sân vận động do đó đã bị biến mất. Trong giai đoạn này, Fenerbahçe đã mua lại khu đất bao gồm Papazın Çayırı và xây dựng Sân vận động Fenerbahçe, trong khi Câu lạc bộ Beşiktaş chuyển đến Sân vận động Şeref, nằm trong khu vực có khách sạn Çırağan Palace ngày nay. Chính Galatasaray đã gặp phải vấn đề lớn nhất về việc sử dụng sân vận động trong thời kỳ đó.
Những bước đầu tiên để khắc phục vấn đề này được thực hiện trong những năm đầu của thập niên 1930. Sáng kiến đầu tiên để mua một khu đất cho Galatasaray là vào năm 1933, khi chủ tịch câu lạc bộ lúc đó là Ali Haydar Barşal tỏ ra quan tâm đến một vườn dâu tằm ở Mecidiyeköy. Trong giai đoạn từ năm 1933 đến năm 1935, các cuộc đàm phán với chính phủ dẫn đến việc phân bổ một khu đất nằm ngoài giới hạn thành phố ở Mecidiye Köyü (Làng Mecidiye, khu phố Mecidiyeköy ngày nay thuộc quận Şişli) để xây dựng một sân vận động. Galatasaray. Việc khai quật để xây dựng bắt đầu vào năm 1936. Chủ tịch Tổ chức Thể thao Thổ Nhĩ Kỳ vào thời điểm đó, Adnan Menderes, đã hỗ trợ tài chính cho dự án. Tuy nhiên, những nỗ lực đã bị bỏ lại trong giai đoạn khai quật.
Năm 1940, vấn đề về sân vận động lại được đưa ra dưới sự chủ trì của Tevfik Ali Çınar. Khu đất tương tự đã được cho Galatasaray thuê trong thời hạn 30 năm với mức phí thuê tượng trưng hàng năm là 1 lira. Galatasaray do đó đã có được quyền sử dụng khu đất. Khi cho thuê đất, Galatasaray cam kết xây dựng một sân vận động hiện đại cũng như một sân đua xe đạp. Tuy nhiên, việc xây dựng không thể khởi công do kinh phí hạn hẹp và bầu không khí chung của những năm chiến tranh. Năm 1943, Osman Dardağan dẫn đầu một sáng kiến xây dựng một sân vận động khiêm tốn đáp ứng nhu cầu trước mắt. Trong bầu không khí chiến tranh, chỉ có một tòa án nhỏ mở nhỏ được phép vào sân vận động, được đặt trên mặt sân và được khánh thành dưới thời tổng thống của Muslihittin Peykoğlu vào năm 1945. Tuy nhiên, khoảng cách xa trung tâm thành phố vào thời đó, không thể tiếp cận được bởi phương tiện giao thông công cộng, và những cơn gió dữ dội đặc trưng của quận là những yếu tố góp phần khiến sân vận động không hoạt động trong một thời gian dài và các trận bóng đá không bao giờ diễn ra.
Khi Sân vận động İnönü ở trung tâm thành phố được khánh thành vào thời kỳ đó, Galatasaray đã từ bỏ dự án xây dựng sân vận động ở Mecidiyeköy, gác lại dự án trước khi có kết quả. Năm 1955, thêm 30 năm nữa vào thỏa thuận sử dụng quyền, lúc đó còn 22 năm nữa, kéo dài thời hạn cho đến năm 2007. Khi Câu lạc bộ không thực hiện được việc xây dựng Sân vận động, dự án đã được thực hiện bởi Tổng cục Giáo dục Thể chất. Việc xây dựng bắt đầu vào năm 1959. Năm 1961, dưới thời tổng thống của Refik Selimoğlu, một thỏa thuận mới đã được ký với Tổng cục Giáo dục Thể chất, theo đó quyền sử dụng của sân vận động mới hoàn thành đã được trao rõ ràng cho Galatasaray.
Sân vận động được khánh thành vào một ngày 20 tháng 12 năm 1964. Giữa đám đông quá khích có mặt, cơn hoảng loạn đã nổ ra, dẫn đến cái chết của một khán giả và 80 người khác bị thương. Năm 1965, sân vận động lần đầu tiên được chiếu sáng. Mặc dù vậy, tuy nhiên, không có nhiều trận đấu ban đêm được tổ chức. Vào đầu những năm 1970, sân vận động bị bỏ hoang trong một khoảng thời gian khác, trong đó Sân vận động İnönü bắt đầu được sử dụng trở lại. Vào những năm 1970, sân vận động này chủ yếu được Galatasaray sử dụng cho các buổi tập. Trong những năm đó, sân vẫn ở trong một tình trạng tồi tệ bị bỏ rơi.
Năm 1981, cỏ được trồng trên sân và sân vận động được mở cửa trở lại. Hệ thống chiếu sáng đã được đổi mới vào năm 1993, sau đó các trận đấu ban đêm bắt đầu được tổ chức một lần nữa. Cùng năm đó, hệ thống bán vé kết hợp được khởi xướng ở Thổ Nhĩ Kỳ tại Sân vận động Ali Sami Yen. Cũng trong năm đó, sân vận động được trang bị ghế ngồi để thay thế những chiếc ghế dài cũ. Sức chứa của sân vận động do đó đã giảm từ 35.000 người xuống còn 22.000 chỗ ngồi. Năm 1997, chính quyền Galatasaray đã giao cho một công ty kiến trúc Canada nhiệm vụ thiết kế sân vận động hiện đại, đa năng đầu tiên của Thổ Nhĩ Kỳ được xây dựng thay cho Sân vận động Ali Sami Yen, nơi đã được lên kế hoạch phá bỏ.
Vào ngày 10 tháng 12 năm 2013, một trận đấu UEFA Champions League giữa Galatasaray và Juventus đã phải bỏ dở do tuyết rơi dày ở phút thứ 32 với tỷ số 0–0, những phút còn lại của trận đấu được diễn ra vào ngày hôm sau.

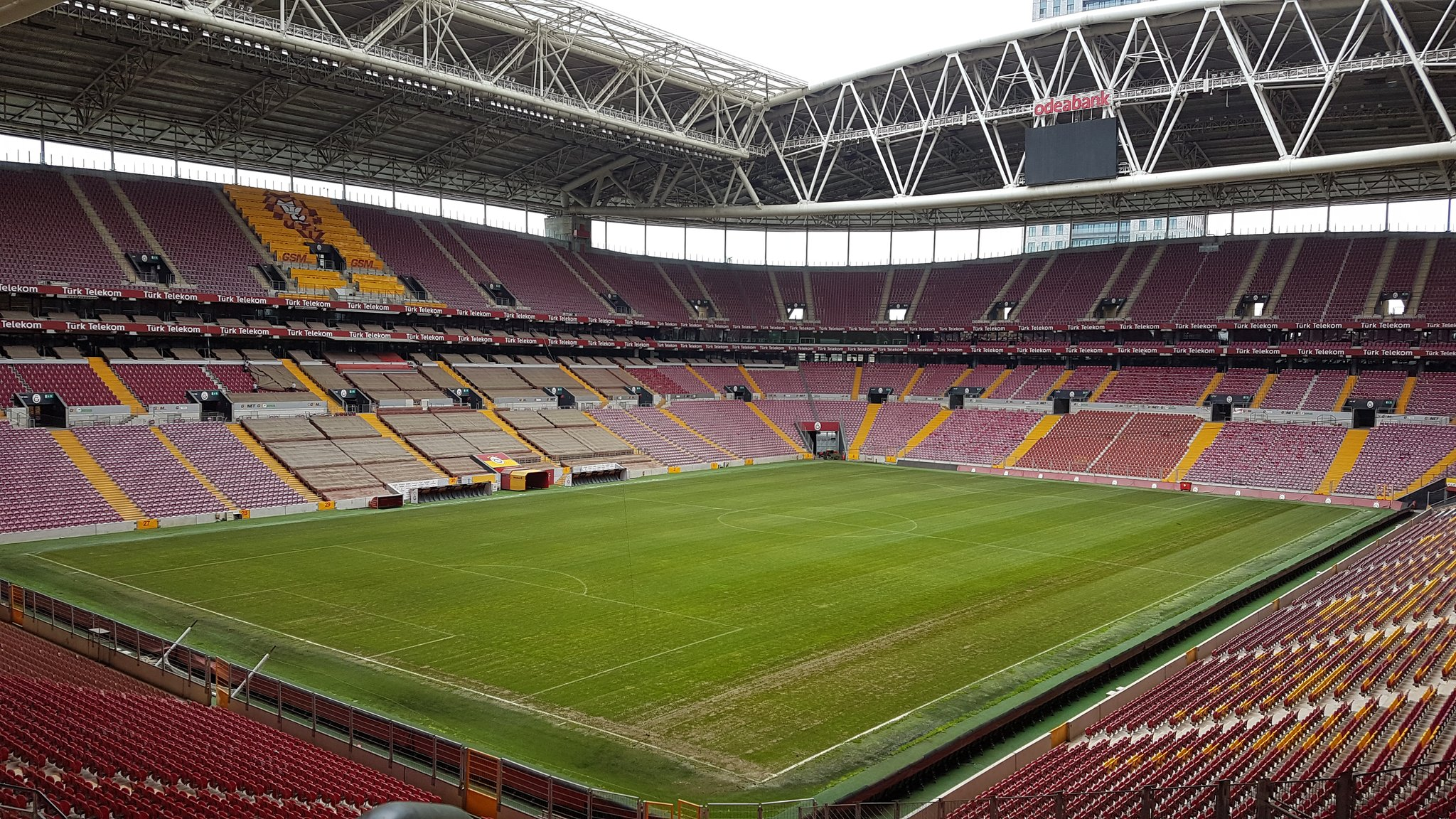
Quang cảnh sân vận động từ góc khán đài phía Đông Nam, tháng 6 năm 2017

### Dự án sân vận động mới

#### Dự án Faruk Süren
Dự án sân vận động mới được đưa ra vào năm 1998 và nó đã thu hút được sự quan tâm rộng rãi. Trong thời gian quảng bá hệ thống loge hiện đại, toàn bộ phần loge đã được bán với mức phí tượng trưng. Sức chứa đề xuất là 40.484 chỗ ngồi. Tuy nhiên, thị trưởng và nhà nước không cho phép xây dựng một sân vận động.

#### Dự án Mehmet Cansun
Trong giai đoạn 2001-2002, dự án đã được sửa đổi nhằm giảm lượng tài chính cần thiết nhưng lần này, mặc dù chi phí đã giảm xuống, nhưng cuộc khủng hoảng kinh tế năm 2001 đã cản trở vấn đề tài chính. Sức chứa đã giảm xuống còn 35.000 chỗ ngồi.

#### Özhan Canaydın: Quay lại dự án của Süren
Vào mùa giải 2002-04, dự án cũ được xây dựng trở lại nhưng bị bỏ dở để xây dựng một sân vận động mới và hiện đại. Một lần nữa, nhu cầu tài chính không thể được đáp ứng. Sau một cuộc đại cải tạo diễn ra vào mùa giải 2004-05, câu lạc bộ trở lại Sân vận động Ali Sami Yen. Sau trận động đất İzmit 1999, Open Tribune cũ bị phá bỏ và thay thế vào mùa giải 2005-2006 vì lý do an toàn.

#### Özhan Canaydın: Rời Mecidiyeköy, sân nhà mới ở Aslantepe
Vì Mecidiyeköy lúc này là một phần của trung tâm thành phố, các nhà chức trách tiểu bang phản đối việc mở rộng sân vận động ở quận này. Một mảnh đất mới đã được gợi ý cho Galatasaray như một giải pháp thay thế.
Việc tìm kiếm tài chính cho sân vận động mới sẽ được xây dựng trên khu đất mới này vẫn tiếp tục trong giai đoạn 2004-07. Năm 2007, các cuộc thảo luận với chính quyền bang về việc xây dựng một sân vận động Galatasaray mới ở Aslantepe đã mang lại kết quả khả quan. Người ta quyết định rằng sân vận động mới sẽ được xây dựng trong vòng hai năm trên khu đất mới sẽ được chuyển đến Galatasaray, đổi lấy tài sản của câu lạc bộ ở Mecidiyeköy, nơi có Sân vận động Ali Sami Yen.

#### Giấc mơ trở thành sự thật

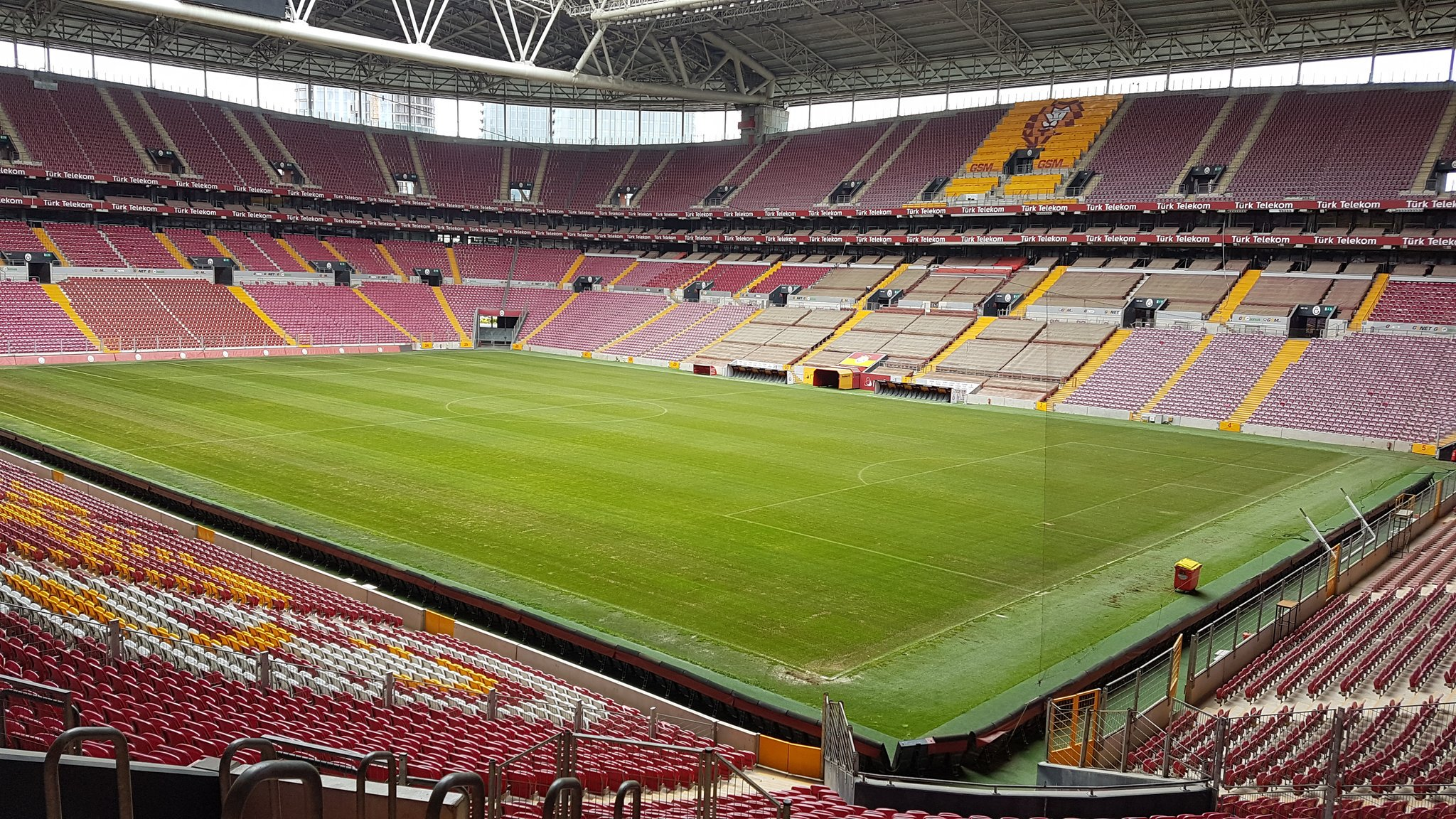
Quang cảnh sân vận động từ góc khán đài phía Đông Bắc, tháng 6 năm 2017

Vào cuối năm 2007, mười năm sau khi công bố dự án ban đầu vào năm 1997, lễ khởi công xây dựng sân vận động mới được tổ chức vào ngày 13 tháng 12 năm 2007. Buổi lễ có sự tham dự của các quan chức nhà nước. Dự án cũ bị hủy bỏ và một dự án mới đã được ký hợp đồng với Mete Arat ở Đức. Năm 2008, trong năm cuối cùng của Galatasaray tại Sân vận động Ali Sami Yen, khán đài Lower Closed đã được cải tạo theo tiêu chuẩn của UEFA. Năm 2009, công việc xây dựng sân vận động mới, Sân vận động Nef, đạt tốc độ nhanh chóng khi công ty ký hợp đồng được thay đổi. Năm 2010, có thông báo rằng lễ khánh thành chính thức sân vận động mới sẽ diễn ra vào ngày 15 tháng 1 năm 2011, với sự chủ trì của Thủ tướng Recep Tayyip Erdoğan. Nhưng trong lễ khánh thành, ông đã bị khán giả của Galatasaray phản đối.

#### Tổng quan dự án
| Dự án                                    | Năm       | Địa điểm    | Sức chứa | Số phòng điều hành                     | Kiến trúc sư                  | Chi phí                                   | Thông tin                                                                                                   |
| ---------------------------------------- | --------- | ----------- | -------- | -------------------------------------- | ----------------------------- | ----------------------------------------- | --- |
| Dự án Faruk Süren                        | 1997–2001 | Mecidiyeköy | 40.482   | 125+72 hộp không có chỗ ngồi bên ngoài | BBB Architects                | 118,5 triệu USD ($213 triệu vào năm 2022) | 2 kiểu mái che và khán đài khác nhau. Một trung tâm mua sắm bên cạnh sân vận động cũng đã được lên kế hoạch |
| Dự án Mehmet Cansun                      | 2001      | Mecidiyeköy | 35.000   | 132                                    | Nhóm kiến trúc thành viên GS* | 35 triệu USD ($57,8 triệu vào năm 2022)   | *Emre Arolat, Doğan Hasol, Tabanlıoğlu Architects, Eren Talu, DB Architects                                 |
| Özhan Canaydın: Quay lại dự án của Süren | 2002–2005 | Mecidiyeköy | 40.482   | 125+72 hộp không có chỗ ngồi bên ngoài | BBB Architects                | 90 triệu USD ($143 triệu vào năm 2022)    | Cùng một dự án, chỉ cần chi phí thấp hơn                                                                    |
| Dự án đấu thầu Eren Talu                 | 2007      | Aslantepe   | 52.000   | 150                                    | Populous                      | N/A                                       | Dự án của Eren Talu cho giá thầu. Biểu trưng GS như một đoạn đường nối                                      |
| Dự án Özhan Canaydın                     | 2007      | Aslantepe   | 52.652   | 157                                    | asp Stuttgart                 | 250 triệu USD ($325 triệu vào năm 2022)   | Được xây dựng                                                                                               |

## Aslantepe

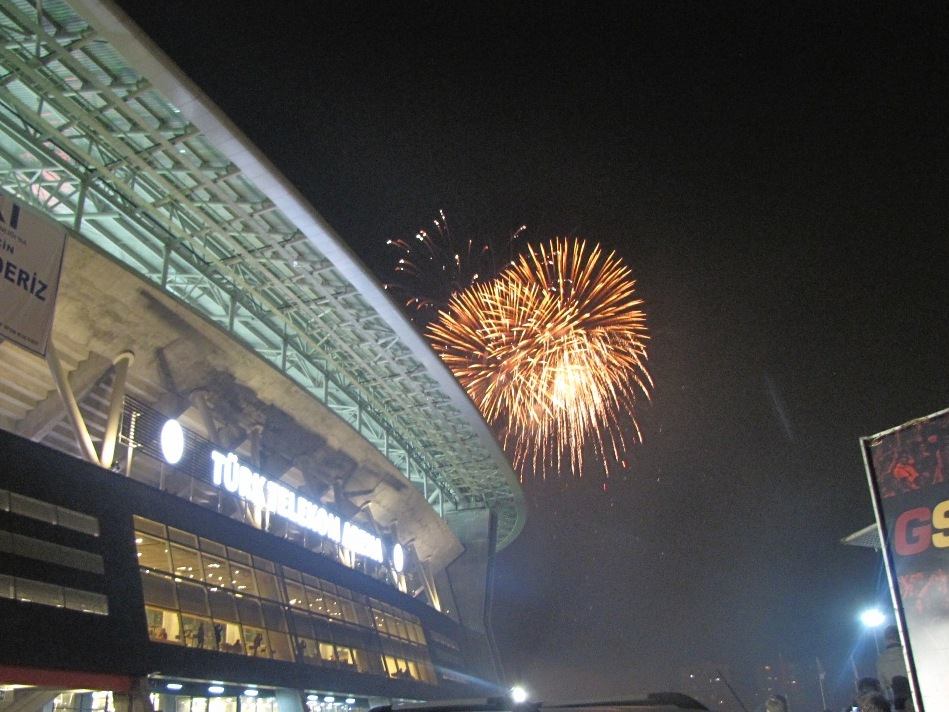
Quang cảnh bên ngoài

Trong những năm gần đây, nhiều đề xuất đã được đưa ra để phá bỏ sân vận động hiện tại và xây một sân vận động mới lớn hơn trên cùng một địa điểm, nhưng điều này là không thể do thiếu không gian. Cuối cùng, sân vận động của câu lạc bộ, Sân vận động Ali Sami Yen, giờ sẽ được thay thế bằng một sân vận động mới gần khu tài chính Maslak. Tên cũ của quận, Seyrantepe, được đổi thành Aslantepe (Đồi Sư tử) sau khi Galatasaray mua đất; Aslan ("Sư tử") là biểu tượng của Galatasaray. Ý tưởng là hiện thực hóa một sân vận động theo mô hình của Arena AufSchalke ở Gelsenkirchen, Đức. Sân vận động sẽ có một mái che có thể thu vào - sân vận động đầu tiên thuộc loại này ở Thổ Nhĩ Kỳ.

### Quy trình đấu giá
Galatasaray đã hợp tác với TOKİ (một trong những tổ chức xây dựng lớn nhất của Thổ Nhĩ Kỳ, do chính phủ Thổ Nhĩ Kỳ cấp ngân sách).
Trong số bốn công ty đã đấu thầu các đề xuất, đề xuất tốt nhất được đưa ra bởi Đối tác Kiến trúc Eren Talu - ALKE. Hợp đồng đấu thầu xây dựng sân vận động mới của Galatasaray đã được ký giữa TOKİ và tập đoàn Eren Talu-ALKE vào ngày 23 tháng 10 năm 2007. Hợp đồng đấu thầu đã được TOK realized thực hiện và được biết đến với tên gọi "Aslantepe Tender", bao gồm việc xây dựng một khu liên hợp thể thao đa năng với sức chứa 52.652 khán giả trên cơ sở Aslantepe (trước đây gọi là Seyrantepe) để đổi lấy việc xây dựng "Khu hạ tầng xã hội đô thị" trên khu đất rộng 34,640 mét vuông, nơi có Sân vận động Ali Sami Yen hiện nay.
Có một khoảng thời gian nhất định là 720 ngày cho việc xây dựng sân vận động sẽ được xây dựng trên khuôn viên của Aslantepe (trước đây gọi là Seyrantepe). Số hộp là 198. Một phần của các khu vực phục vụ Sân vận động Nef bao gồm, là phòng khách VIP, Khu chợ VIP, Khu ẩm thực cao cấp, Bảo tàng Galatasaray, Cửa hàng Galatasaray Mega, Cửa hàng 11 Galatasaray và một nhà hàng VIP. Sân vận động hiện đại, có năm tầng trên cùng và bốn tầng ngầm.

### Quan hệ đối tác
Sau khi liên danh Eren Talu-ALKE thắng thầu dự án sân vận động, họ đã tiến hành tìm đối tác kỹ thuật nước ngoài có kinh nghiệm trước đây trong các dự án liên quan đến xây dựng thể thao. Họ được giới thiệu với Tập đoàn Abu Dhabi và Tập đoàn Al Zarooni, cả hai đều có trụ sở chính tại UAE. Tập đoàn Abu Dhabi (còn được gọi là Tập đoàn Dhabi), nhóm nhà đầu tư nước ngoài lớn nhất ở Pakistan, và Tập đoàn Al Zarooni là những nhà đầu tư vào khu đất khổng lồ 5,5 triệu m². Dự án Thành phố Thể thao Dubai hiện đang được xây dựng ở Dubai. Chủ tịch của Tập đoàn Abu Dhabi là Hoàng thân Sheikh Nahayan Mabarak Al Nahayan, người cũng là Bộ trưởng Liên bang về Giáo dục Đại học & Nghiên cứu Khoa học của UAE và là một thành viên rất quan trọng của Gia đình cai trị Abu Dhabi. Tập đoàn Dhabi-Zarooni mua lại 51% cổ phần của tập đoàn Eren Talu-ALKE để đồng đầu tư tổng cộng 650 triệu đô la với họ vào các dự án Aslantepe (Sân vận động mới) và Mecidiyeköy (Sân vận động cũ).
Cho biết tổng số tiền 650 triệu đô la sẽ được đầu tư cho toàn bộ dự án, Eren Talu cho biết, "170 triệu đô la trong số tiền này sẽ được chi cho sân vận động, ngoài 180 triệu đô la là cổ phần TOKİ được đảm bảo, 50 triệu đô la bổ sung TOK chia sẻ và 250 triệu USD + còn lại sẽ được đầu tư vào dự án phát triển khu hỗn hợp dự kiến ở Mecidiyeköy". Talu nói thêm rằng sự tham gia của TOK vào dự án mang lại lợi thế lớn cho quan hệ đối tác và tiếp tục, "các đối tác của chúng tôi tin tưởng vào lợi ích công cộng của dự án và quyết định tham gia trong thời gian ngắn chỉ 2 tháng". Talu cho biết họ đã chi 37 triệu đô la cho đến nay để xây dựng đến mức hiện tại của sân vận động. Nói rằng sân vận động sẽ được giao đúng thời hạn vào ngày 29 tháng 10 năm 2010, Talu cho biết, "Chúng tôi đang đúc 1.500 mét khối bê tông mỗi ngày. Chúng tôi đã vận chuyển được 4.500 hàng mét cọc xuống đất. Một lực lượng lao động trên 350 công nhân bận rộn tại công trường 24 giờ một ngày. Sân vận động sẽ hoạt động mạnh mẽ đến mức nó có thể được sử dụng như một trung tâm cứu trợ thảm họa nếu cần."
Talu cho biết dự án đang được dự kiến trên khu đất ở Mecidiyeköy thay cho Sân vận động Ali Sami Yen cũ sẽ được khởi xướng vào tháng 6 năm 2009, và nói thêm, "dự án phát triển hỗn hợp mà chúng tôi sẽ xây dựng trên khu đất rộng 34.600 mét vuông sẽ bao gồm căn hộ, một trung tâm mua sắm lớn, văn phòng và một khách sạn năm sao. Tổng cộng 650 triệu USD sẽ được đầu tư vào hai dự án này, và đổi lại, chúng tôi kỳ vọng thu nhập khoảng 1,3 tỷ USD khi khu phức hợp hỗn hợp Mecidiyeköy hoàn thành. Do đó, đây là một liên doanh có lợi nhuận cao."
Tổng chi phí xây dựng sân vận động dự kiến khoảng 191 triệu USD, chưa bao gồm hơn 145 triệu USD sẽ được chi cho việc nâng cấp cơ sở hạ tầng gần đó.
Việc xây dựng sân vận động đã dừng lại hai lần. Khi Talu gặp vấn đề tài chính một lần nữa, TOKİ đã hủy bỏ quy trình vào tháng 7 năm 2009. Sau khi chấm dứt thỏa thuận TOKİ-Talu, TOKİ đã thông báo một cuộc đấu giá mới. Tập đoàn Varyap-Uzunlar đã thắng trong cuộc đấu giá và việc xây dựng bắt đầu lại vào tháng 9 năm 2009. Galatasaray và TOKİ đã có một thỏa thuận rằng sân vận động sẽ được khánh thành mà không có mái che có thể thu vào và sẽ được lắp đặt vào cuối mùa giải.

### Lễ khởi công

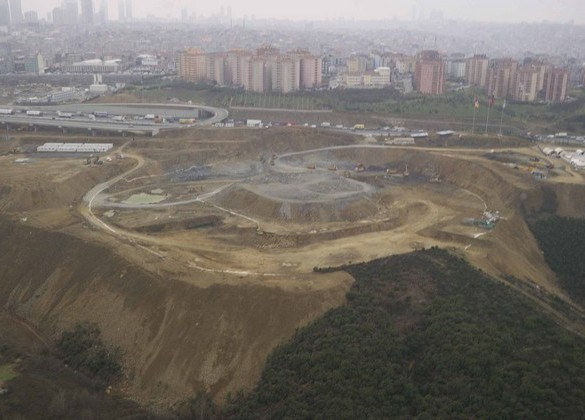
Chuẩn bị mặt bằng (tháng 3 năm 2006)

Kể từ ngày 13 tháng 12 năm 2007, việc xây dựng đã chính thức bắt đầu sau một buổi tiệc chiêu đãi hào nhoáng nơi ban lãnh đạo câu lạc bộ, một số cầu thủ, bộ trưởng thể thao Thổ Nhĩ Kỳ và nhiều bộ trưởng khác tham dự. Trong buổi lễ, Chủ tịch Özhan Canaydın khi đó đã phát biểu tóm tắt: "Thế giới Thể thao Thổ Nhĩ Kỳ sẽ có được một cơ sở lớn khác với Khu liên hợp thể thao Ali Sami Yen và chúng tôi đã tập trung tại đây để tổ chức lễ khởi công. Công trình này sẽ là một giá trị gia tăng cho Istanbul và Thổ Nhĩ Kỳ cùng với Thể thao Thổ Nhĩ Kỳ, cũng sẽ là một tượng đài danh giá biểu thị vị trí tiên tiến mà Thể thao Thổ Nhĩ Kỳ đã đạt được và những giai đoạn mà Thể thao Thổ Nhĩ Kỳ đã trải qua."

### Tên gọi

#### Tài trợ của Türk Telekom
Quyền đặt tên đã được bán cho Türk Telekom trong thời hạn 10 năm với giá 10,25 triệu đô la Mỹ một năm. Sân vận động đã chính thức thay thế Sân vận động Ali Sami Yen vào giữa mùa giải Süper Lig 2010–2011, với tên gọi Türk Telekom Arena. Tên khán đài phía Bắc của sân vận động đã được bán cho Pegasus Airlines với giá 4 triệu euro một năm. Hợp đồng kết thúc vào tháng 10 năm 2013. Quyền đặt tên của tầng đầu tiên của khán đài phía Đông của Sân vận động Türk Telekom cũng đã được bán cho Ülker với giá 2 triệu đô la một năm và sẽ được đặt tên là Ülker Family Tribune. Tất cả 198 dãy phòng và quyền đặt tên 4.844 ghế VIP đã được bán cho DenizBank trong ba năm.
Vào ngày 18 tháng 12 năm 2012, Galatasaray SK và Opel đã ký hợp đồng 2,5 năm cho quyền đặt tên của khán đài phía Nam. Câu lạc bộ sẽ nhận được 1,5 triệu euro mỗi năm (tổng cộng 3,75 triệu euro). Vào ngày 24 tháng 9 năm 2013, Galatasaray SK và Odeabank đã ký một hợp đồng 5 năm (590.000 euro một năm) về quyền đặt tên cho khán đài phía Bắc.

#### Tài trợ của NEF
Trong một tuyên bố của Galatasaray S.K. vào ngày 11 tháng 10 năm 2021, câu lạc bộ thông báo rằng một thỏa thuận tài trợ về tên gọi của sân vận động với thương hiệu thiết kế và đổi mới Nef sẽ được thực hiện.
Trong thông báo mới được đưa ra vào ngày 12 tháng 10 năm 2021, một thỏa thuận tài trợ và quảng cáo liên quan đến quyền đặt tên của sân vận động trị giá 725 triệu lira + thuế VAT cho tổng cộng 10 (5 + 5) mùa giải đã được ký kết giữa Galatasaray S.K. và Timur Şehircilik Planning A.Ş.
Tại cuộc họp báo diễn ra tại Khu liên hợp thể thao Ali Sami Yen vào ngày 12 tháng 10 năm 2021, Galatasaray và Nef đã ký thỏa thuận tài trợ đặt tên cho sân vận động lớn nhất trong lịch sử thể thao Thổ Nhĩ Kỳ. Buổi ra mắt về thỏa thuận được tổ chức tại Sân vận động Nef của Khu liên hợp thể thao Ali Sami Yen, với sự tham gia của Burak Elmas, Chủ tịch Galatasaray S.K., và Erden Timur, Chủ tịch hội đồng quản trị Nef.
| Khán đài         | Nhà tài trợ      | Thời hạn            | Triệu euro/năm | Tổng cộng (triệu euro) |
| ---------------- | ---------------- | ------------------- | -------------- | ---------------------- |
| Sân vận động     | Türk Telekom     | 10 năm (2011–2021)  | 7,5            | 75                     |
| Sân vận động     | Nef              | 5+5 năm (2021–2031) | ?              | ?                      |
| Bắc              | Pegasus Airlines | 2 năm (2011–2013)   | 4              | 8                      |
| Bắc              | Odeabank         | 5 năm (2013–2018)   | 0,59           | 2,95                   |
| Nam              | Opel             | 2,5 năm (2012–2015) | 1,5            | 3,75                   |
| Nam              | MNG Kargo        | 2 năm (2015–2017)   | ?              | ?                      |
| Tầng 1 phía Đông | Ülker            | 2 năm (2011–2013)   | 2              | 4                      |

## Cơ sở vật chất

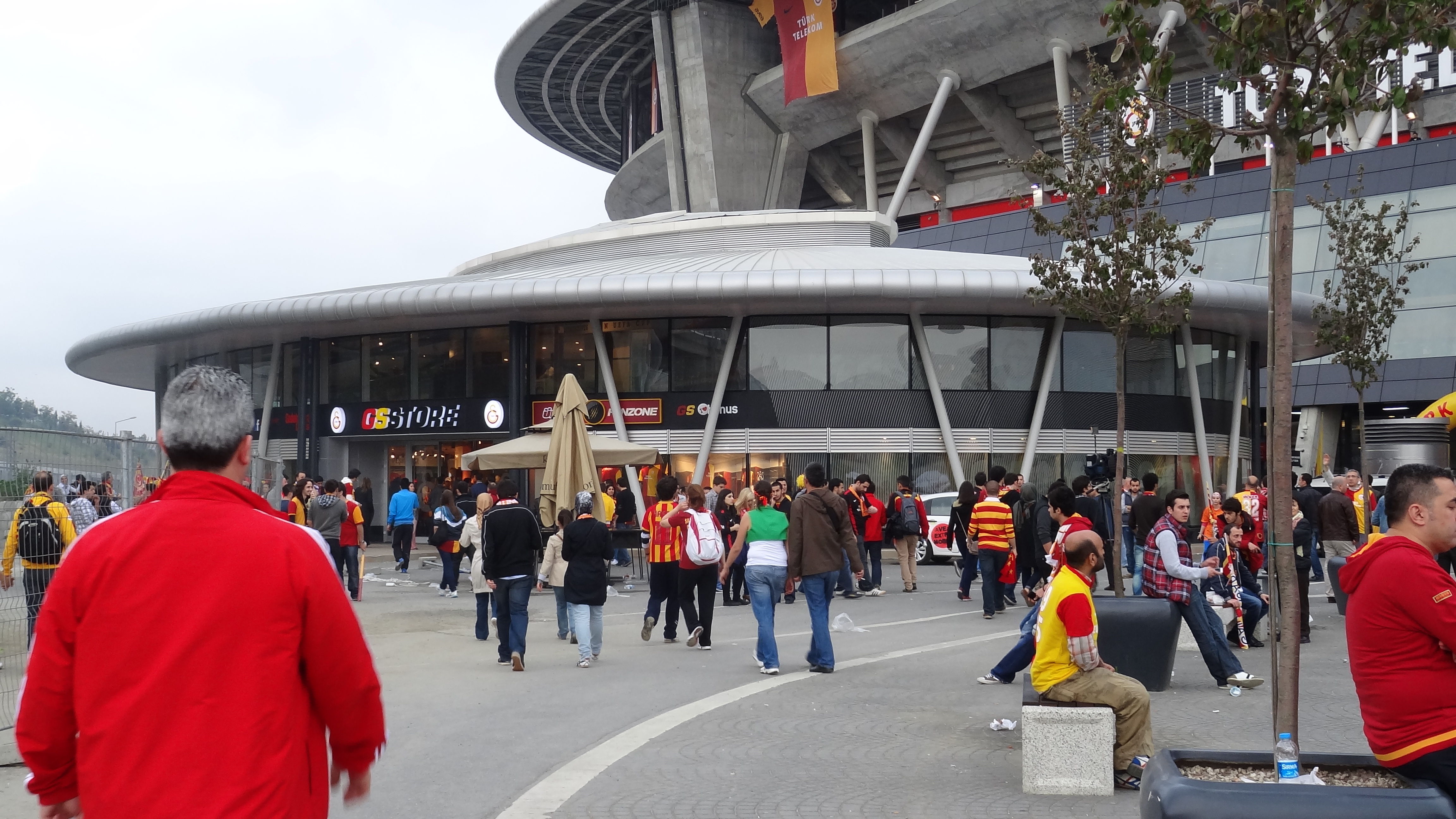
Cửa hàng Galatasaray trong Khu liên hợp thể thao Ali Sami Yen

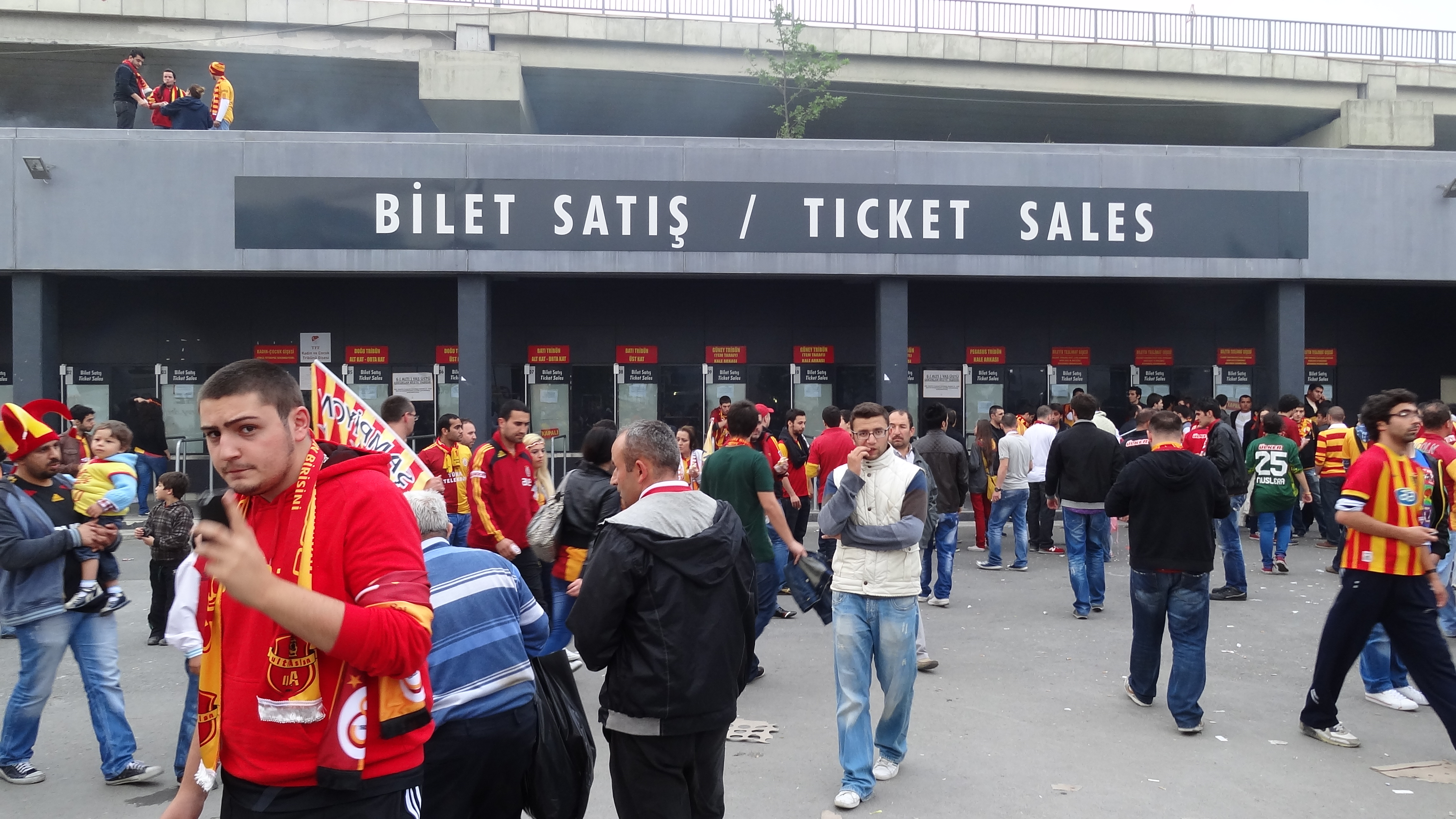
Nơi bán vé

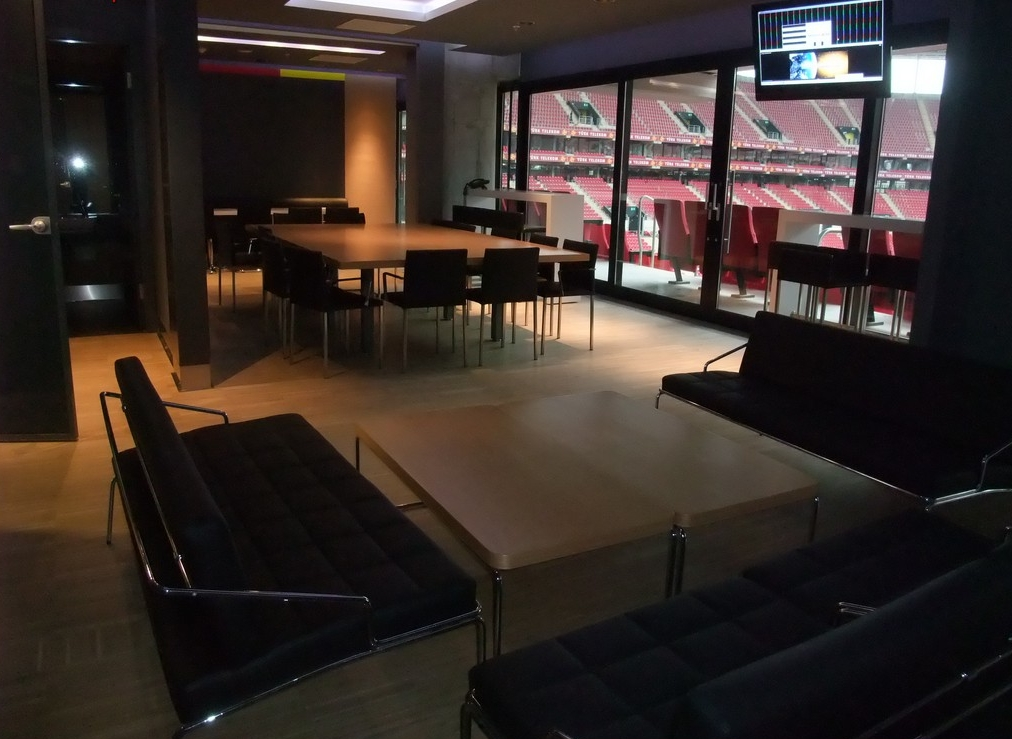
Một trong 198 phòng điều hành

### Kích thước
- Sân vận động: 195.000 m² - 228m x 190m x 70m
- Tầng mặt sân: 120 m x 83 m
- Tổng diện tích cỏ: 111 m x 72 m
- Mặt sân cỏ: 105 m x 68 m

### Sức chứa
- Khán đài phía Tây: 10.713
  - Tầng 1: 5.525
  - Dãy phòng điều hành 1: 399
  - Dãy phòng điều hành 2: 266
  - Tầng 2: 4.523
- Khán đài phía Đông: 11.425
  - Tầng 1: 5.751
  - Dãy phòng điều hành 1: 399
  - Dãy phòng điều hành 2: 266
  - Tầng 2: 5.009
- Khán đài phía Nam/Opel: 15.246
  - Tầng 1: 8.209
  - Dãy phòng điều hành 1: (không có dãy phòng nào)
  - Dãy phòng điều hành 2: 484
  - Tầng 2: 6.553
- Khán đài phía Bắc/Odeabank: 15.268
  - Tầng 1: 8.028
  - Dãy phòng điều hành 1: (không có dãy phòng nào)
  - Dãy phòng điều hành 2: 622
  - Tầng 2: 6.618

### Khán đài
- Tầng 1: 19,93° - 29,54° (trung bình 23,96°)
- Tầng 2: 34,61° - 35,474° (trung bình 35,10°)
- Khoảng cách từ khán đài Tây/Đông đến sân: 6,2 m
- Khoảng cách từ khán đài Bắc/Nam đến sân: 8,2 m
- Hàng đầu tiên cao hơn mặt sân 6 cm
- Hàng cao nhất ở khán đài Tây/Đông: 36,07 m
- Hàng cao nhất ở khán đài Bắc/Nam: 34,93 m
- Tầng 1: 37 hàng
- Dãy ban công phòng điều hành: 3 hàng
- Tầng 2: 20–27 hàng

### Phòng điều hành[38]
- Khán đài phía Nam: 65 dãy phòng
- Khán đài phía Tây: 49 dãy phòng
- Khán đài phía đông: 52 dãy phòng
- Khán đài phía Bắc: 32 dãy phòng
- Tổng số: 198 dãy phòng
- 6.321 chỗ ngồi
- Sức chứa: 6 - 27 người

### Xây dựng[39]
- Tổng lượng bê tông được sử dụng trong quá trình xây dựng sân vận động: 190.000 m³
- Tổng lượng thép được sử dụng trong quá trình xây dựng sân vận động: 35.000 tấn
- Tổng lượng thép sử dụng cho mái che: 5.500 tấn

### Bổ sung

#### 2012
Trong mùa giải 2012-13, câu lạc bộ đã bổ sung thêm 41 dãy phòng mới tại Góc phía Bắc của Tầng 4. Vì vậy, tổng số dãy phòng tăng từ 157 lên 198 phòng, khiến sân đứng thứ hai ở châu Âu sau Sân vận động Santiago Bernabéu, nơi có 245 dãy phòng. Sức chứa giảm từ 52.652 xuống 52.223 chỗ ngồi.

#### 2018 - Cỏ hỗn hợp
Vào tháng 1 năm 2018, mặt sân cỏ hỗn hợp SISGrass đã được sử dụng lại để cải thiện chất lượng của sân.

## Buổi hòa nhạc

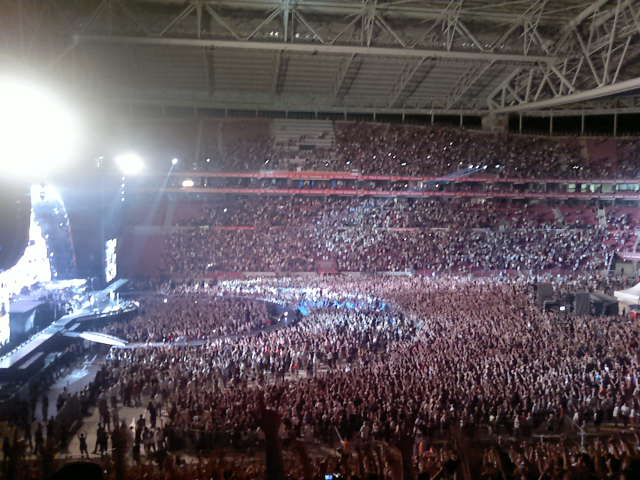
Buổi hòa nhạc của Bon Jovi vào ngày 8 tháng 7 năm 2011

Sân vận động cũng có thể được biến thành một đấu trường hòa nhạc với sức chứa hơn 70.000 người. Ban nhạc đầu tiên biểu diễn tại Sân vận động Nef là Bon Jovi vào ngày 8 tháng 7 năm 2011. Ca sĩ thứ hai biểu diễn tại sân vận động là Madonna, người đã biểu diễn vào ngày 7 tháng 6 năm 2012 trong khuôn khổ MDNA Tour của cô. Cô đã biểu diễn trước 47.789 người hâm mộ.

## Vùng lân cận

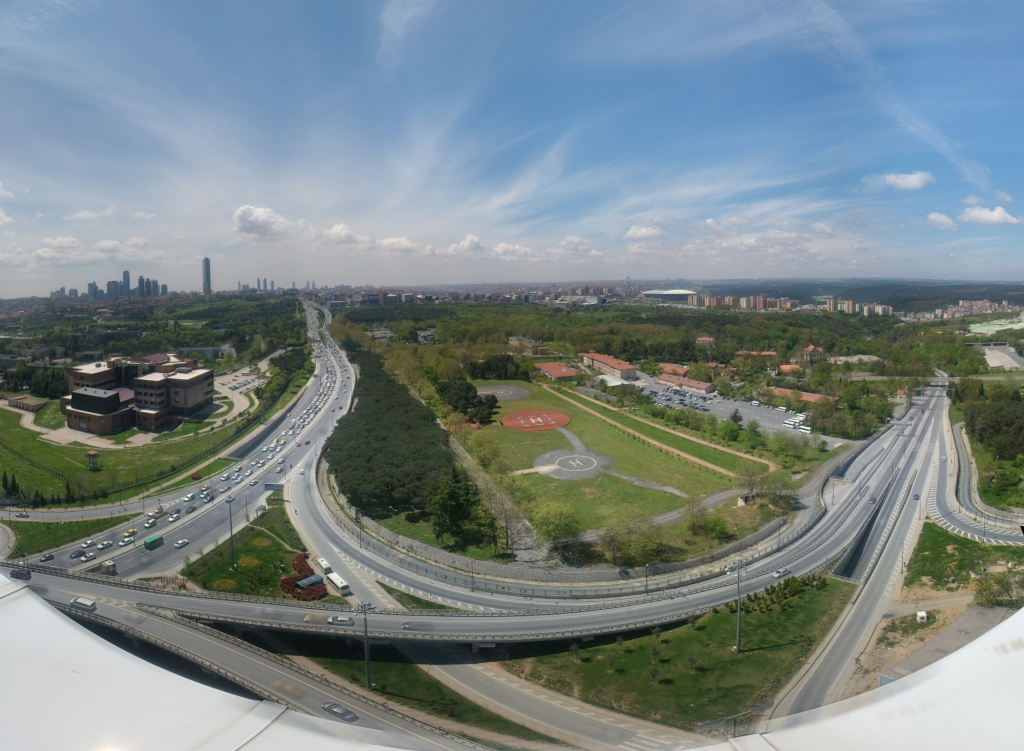

### Aslanlı Yol
Từ ga tàu điện ngầm Seyrantepe ngay phía đông của sân vận động, du khách sẽ tiếp cận sân vận động thông qua một con đường có tên là Aslanlı Yol, được thiết kế để làm rối và hướng dẫn họ đến lối vào. Đường dài 200 mét và rộng 45 mét. Nơi bán vé, Nhà hàng Simit Sarayı và Nhà hàng Yüzevler cũng nằm tại Aslanlı Yol.

### Aslantepe GSStore
Vào ngày 7 tháng 2 năm 2012, một cửa hàng GS mới đã khai trương bên cạnh sân vận động. Cửa hàng có kiến trúc tương tự và được thiết kế bởi điều phối viên dự án Galatasaray SK, Coşkun Peküstün và kiến trúc sư Ayşegül Uslu. Nó được xây dựng trên một khu đất rộng 950 m² và diện tích sàn là 1.650 m². Nó có hai tầng, tầng đầu tiên được sử dụng cho cửa hàng bán lẻ và tầng thứ hai là Ülker Fan Zone.

## Giao thông

### Phương tiện giao thông công cộng
Sân vận động Nef được phục vụ bởi một số tuyến xe buýt và tuyến đưa đón của Tàu điện ngầm M2, chạy từ Ga Sanayi Mahallesi đến Seyrantepe tại sân vận động.
| Dịch vụ/Nhà điều hành | Nhà ga/Bến tàu              | Tuyến                |
| --------------------- | --------------------------- | -------------------- |
| Tàu điện ngầm         | Ga tàu điện ngầm Seyrantepe | Yenikapı ↔ Hacıosman |

### Ô tô
Sân vận động nằm cạnh đường cao tốc Otoyol 2. Có bốn nhà để xe bốn tầng với 3.225 (3.025 chỗ có mái che và 200 chỗ đậu xe mở). Ngoài ra, cũng có 28 chỗ dành cho xe buýt ở lối vào phía tây.

## Phương thức thanh toán

### Thẻ thưởng GS
Thẻ thưởng GS là thẻ sân vận động của Galatasaray SK, thẻ này cũng có thể được sử dụng làm thẻ tín dụng. Thẻ RFID thống nhất được sử dụng làm vé xem cả mùa tại Sân vận động Nef. Thẻ có thể được sử dụng cho tất cả các dịch vụ tại sân vận động.

### fastPay
Vào ngày 12 tháng 3 năm 2019, Galatasaray và DenizBank đã bắt đầu một hợp tác quan trọng sẽ đặt nền tảng cho giai đoạn thanh toán không dùng tiền mặt tại Sân vận động Nef ở Khu liên hợp thể thao Ali Sami Yen, lần đầu tiên tại Thổ Nhĩ Kỳ. Theo đó, người hâm mộ sẽ có thể thanh toán thông qua fastPay, ví tiền kỹ thuật số đầu tiên của Thổ Nhĩ Kỳ, trong khi mua sắm tại sân vận động, các cửa hàng và quán ăn nhanh xung quanh sân vận động và tại GS Store, một cách dễ dàng và an toàn mà không phải trả bất kỳ khoản tiền mặt nào.

## Kỷ lục

### Lượng khán giả
- Lượng khán giả đến sân cao nhất được ghi nhận tại Sân vận động Nef là 52.044 người, với trận tứ kết UEFA Champions League giữa Galatasaray và Real Madrid CF vào ngày 9 tháng 4 năm 2013.
- Lượng khán giả đến sân cao nhất tại một trận đấu ở Süper Lig là 51.983 người, giữa Galatasaray SK và Trabzonspor vào ngày 18 tháng 5 năm 2013.
- Lượng khán giả đến sân cao nhất tại một trận đấu không phải trong giải đấu là 40.000 người, được thiết lập vào ngày 15 tháng 1 năm 2011 cho trận đấu trước mùa giải giữa Galatasaray và AFC Ajax.
- Lượng khán giả đến sân cao nhất tại một trận đấu ở Türkiye Kupası là 31.930 người, được thiết lập vào ngày 2 tháng 3 năm 2011, khi Galatasaray đấu với Gaziantepspor.
- Lượng khán giả đến sân cao nhất tại một trận đấu của đội tuyển quốc gia là 49.532 người, được thiết lập vào ngày 7 tháng 10 năm 2011, khi Thổ Nhĩ Kỳ đấu với Đức.
- Lượng khán giả đến sân cao nhất tại một buổi hòa nhạc là 47.789 người, được thiết lập vào ngày 7 tháng 6 năm 2012, khi Madonna biểu diễn một buổi hòa nhạc trong khuôn khổ MDNA Tour của cô.

### Danh sách
| Hạng | Khán giả | Ngày                 | Trận đấu                                |
| ---- | -------- | -------------------- | --------------------------------------- |
| 1    | 52.044   | 9 tháng 4 năm 2013   | Galatasaray SK – Real Madrid C.F.       |
| 2    | 51.983   | 18 tháng 5 năm 2013  | Galatasaray SK – Trabzonspor            |
| 3    | 51.793   | 5 tháng 5 năm 2013   | Galatasaray SK – Sivasspor              |
| 4    | 51.663   | 28 tháng 9 năm 2019  | Galatasaray SK – Fenerbahçe SK          |
| 5    | 51.578   | 5 tháng 5 năm 2019   | Galatasaray SK – Beşiktaş J.K.          |
| 6    | 51.567   | 22 tháng 4 năm 2012  | Galatasaray SK – Fenerbahçe SK          |
| 7    | 51.393   | 18 tháng 3 năm 2011  | Galatasaray SK – Fenerbahçe SK          |
| 8    | 51.350   | 6 tháng 4 năm 2014   | Galatasaray SK – Fenerbahçe SK          |
| 9    | 51.311   | 16 tháng 12 năm 2012 | Galatasaray SK – Fenerbahçe SK          |
| 10   | 51.278   | 16 tháng 11 năm 2012 | Galatasaray SK – Manchester United F.C. |

### Đám đông ồn ào nhất
Vào ngày 18 tháng 3 năm 2011, Sân vận động Nef đã ghi được âm thanh có độ lớn 131,76 decibel, được coi là kỷ lục thế giới về "tiếng ồn của đám đông lớn nhất tại một sân vận động thể thao" trong Kỷ lục Thế giới Guinness. Kỷ lục kể từ đó được nâng lên bởi các trận đấu bóng bầu dục Mỹ của NFL, bắt đầu từ ngày 15 tháng 9 năm 2013 tại CenturyLink Field trong một trận đấu của Seattle Seahawks, đạt 136,6 decibel; vào ngày 13 tháng 10 năm 2013 tại Sân vận động Arrowhead trong một trận đấu của Kansas City Chiefs đạt 137,5 dB, một lần nữa tại CenturyLink Field vào ngày 2 tháng 12 năm 2013, với 137,6 decibel; và gần đây nhất được phá vỡ bởi Sân vận động Arrowhead vào ngày 29 tháng 9 năm 2014 trong một trận đấu đạt tới 142,2 dB.

## Các trận đấu

### Đội tuyển bóng đá quốc gia Thổ Nhĩ Kỳ
Sân vận động Nef là một trong những sân nhà chính của đội tuyển bóng đá quốc gia Thổ Nhĩ Kỳ.
| Ngày                 | Thời gian (CEST) | Đội #1     | Kết quả | Đội #2     | Vòng                        | Khán giả |
| -------------------- | ---------------- | ---------- | ------- | ---------- | --------------------------- | -------- |
| 10 tháng 8 năm 2011  | 20:30            | Thổ Nhĩ Kỳ | 3–0     | Estonia    | Giao hữu                    | 25.000   |
| 2 tháng 9 năm 2011   | 19:00            | Thổ Nhĩ Kỳ | 2–1     | Kazakhstan | Vòng loại Euro 2012         | 47.756   |
| 7 tháng 10 năm 2011  | 20:30            | Thổ Nhĩ Kỳ | 1–3     | Đức        | Vòng loại Euro 2012         | 49.532   |
| 11 tháng 10 năm 2011 | 19:00            | Thổ Nhĩ Kỳ | 1–0     | Azerbaijan | Vòng loại Euro 2012         | 32.174   |
| 11 tháng 11 năm 2011 | 20:05            | Thổ Nhĩ Kỳ | 0–3     | Croatia    | Vòng loại Euro 2012         | 42.863   |
| 14 tháng 11 năm 2012 | 20:30            | Thổ Nhĩ Kỳ | 1–1     | Đan Mạch   | Giao hữu                    | 30.000   |
| 17 tháng 11 năm 2014 | 20:45            | Thổ Nhĩ Kỳ | 3–1     | Kazakhstan | Vòng loại Euro 2016         | 27.549   |
| 14 tháng 11 năm 2019 | 18:00            | Thổ Nhĩ Kỳ | 0–0     | Iceland    | Vòng loại Euro 2020         | 48.329   |
| 14 tháng 10 năm 2020 | 20:45            | Thổ Nhĩ Kỳ | 2–2     | Serbia     | UEFA Nations League 2020-21 | 519      |

### Giải vô địch bóng đá U-20 thế giới 2013
Sân vận động là một trong những địa điểm tổ chức Giải vô địch bóng đá U-20 thế giới 2013. Tuy nhiên, do hợp đồng tài trợ, sân vận động được gọi là Ali Sami Yen Arena trong thời gian diễn ra World Cup.
Các trận đấu sau đây đã được diễn ra tại sân vận động trong U-20 World Cup 2013:
| Ngày                | Thời gian (CEST) | Đội #1      | Kết quả         | Đội #2      | Vòng          | Khán giả |
| ------------------- | ---------------- | ----------- | --------------- | ----------- | ------------- | -------- |
| 21 tháng 6 năm 2013 | 18:00            | Pháp        | 3–1             | Ghana       | Bảng A        | 4.133    |
| 21 tháng 6 năm 2013 | 21:00            | Hoa Kỳ      | 1–4             | Tây Ban Nha | Bảng A        | 4.133    |
| 24 tháng 6 năm 2013 | 18:00            | Pháp        | 1–1             | Hoa Kỳ      | Bảng A        | 4.120    |
| 24 tháng 6 năm 2013 | 21:00            | Tây Ban Nha | 1–0             | Ghana       | Bảng A        | 4.120    |
| 27 tháng 6 năm 2013 | 20:00            | Tây Ban Nha | 2–1             | Pháp        | Bảng A        | 7.511    |
| 27 tháng 6 năm 2013 | 17:00            | Hàn Quốc    | 0–1             | Nigeria     | Bảng B        | 7.511    |
| 2 tháng 7 năm 2013  | 18:00            | Tây Ban Nha | 2–1             | México      | Vòng 16 đội   | 7.211    |
| 2 tháng 7 năm 2013  | 21:00            | Nigeria     | 1–2             | Uruguay     | Vòng 16 đội   | 7.211    |
| 7 tháng 7 năm 2013  | 21:00            | Ghana       | 4–3             | Chile       | Tứ kết        | 6.632    |
| 13 tháng 7 năm 2013 | 18:00            | Ghana       | 3–0             | Iraq        | Tranh hạng ba | 20.601   |
| 13 tháng 7 năm 2013 | 21:00            | Pháp        | 0–0 (4–1 ph.đ.) | Uruguay     | Chung kết     | 20.601   |

## Lượng vé mùa và lượng khán giả trung bình
| Mùa giải           | Lượng vé mùa đã bán | Lượng khán giả trung bình trong giải đấu |
| ------------------ | ------------------- | ---------------------------------------- |
| 2011 (chỉ lượt về) | 20.000              | 29.887                                   |
| 2011–2012          | 27.900              | 34.685                                   |
| 2012–2013          | 47.200              | 43.262                                   |
| 2013–2014          | 46.250*             | 40.067                                   |
| 2014–2015          | 43.108              | 26.193                                   |
| 2015–2016          | 39.849              | 18.996                                   |
| 2016–2017          | 22.460              | 21.751                                   |
| 2017–2018          | 42.383              | 41.076                                   |
| 2018–2019          | 46.716              | 36.439                                   |
| 2019–2020          | 47.729              | 35.231                                   |

*Dừng lại ở 46.250 vé. Nhu cầu là 65.000 vé.

## Hình ảnh

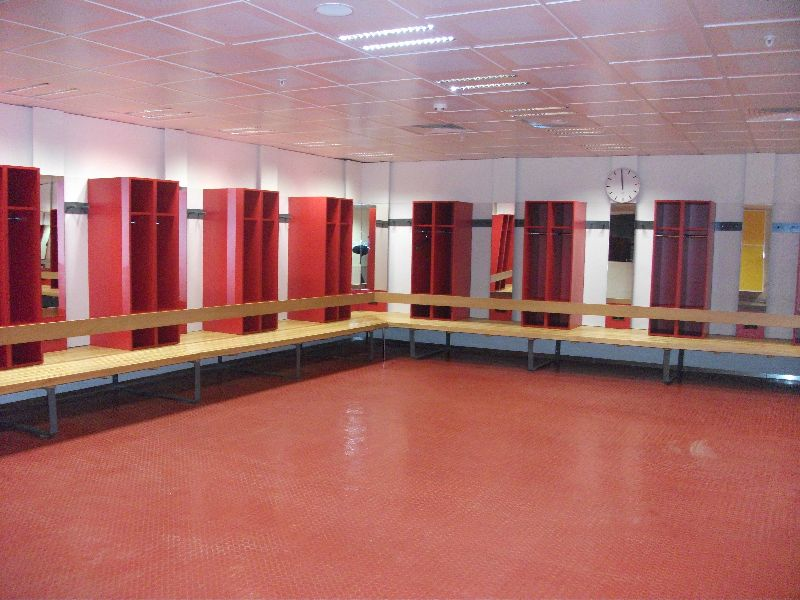
Phòng thay đồ
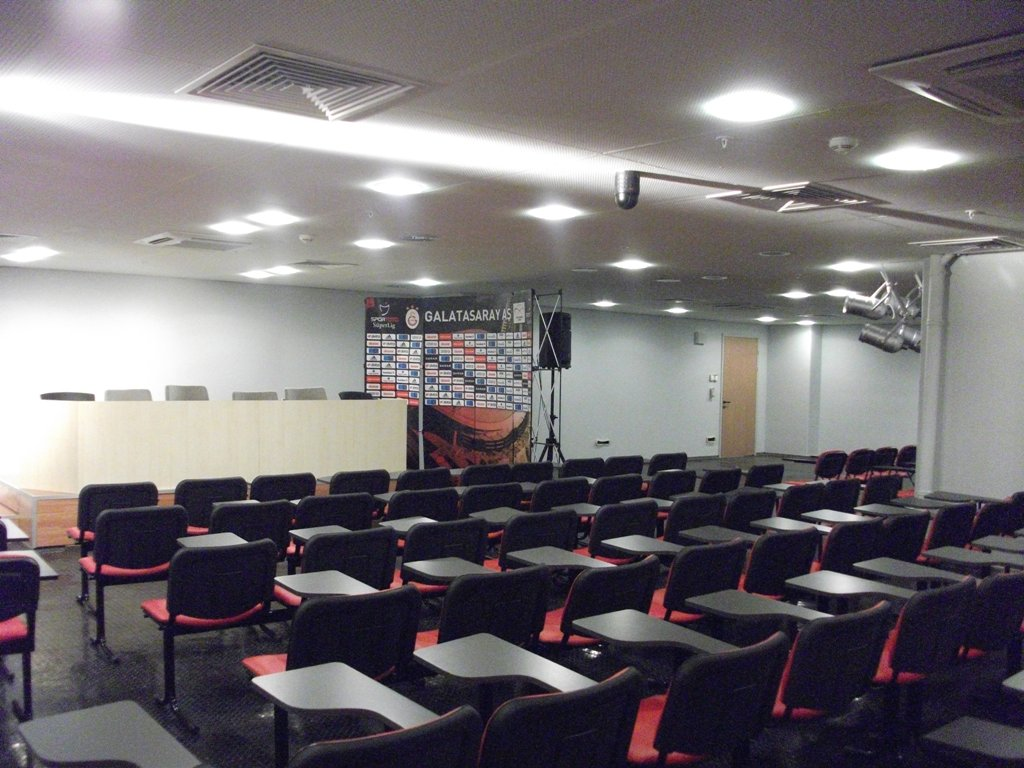
Phòng báo chí
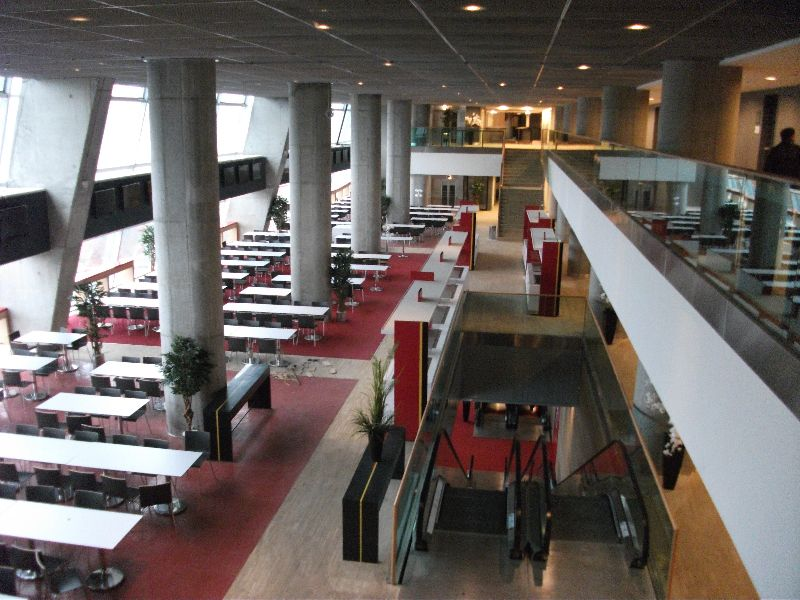
Phòng chờ VIP
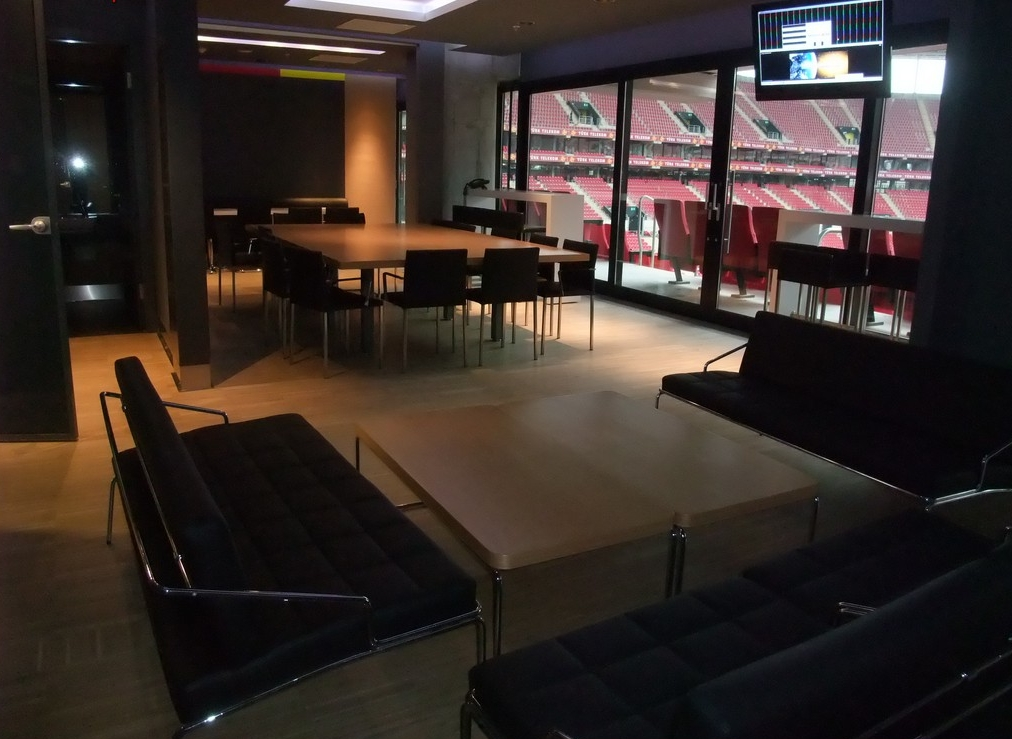
Phòng điều hành
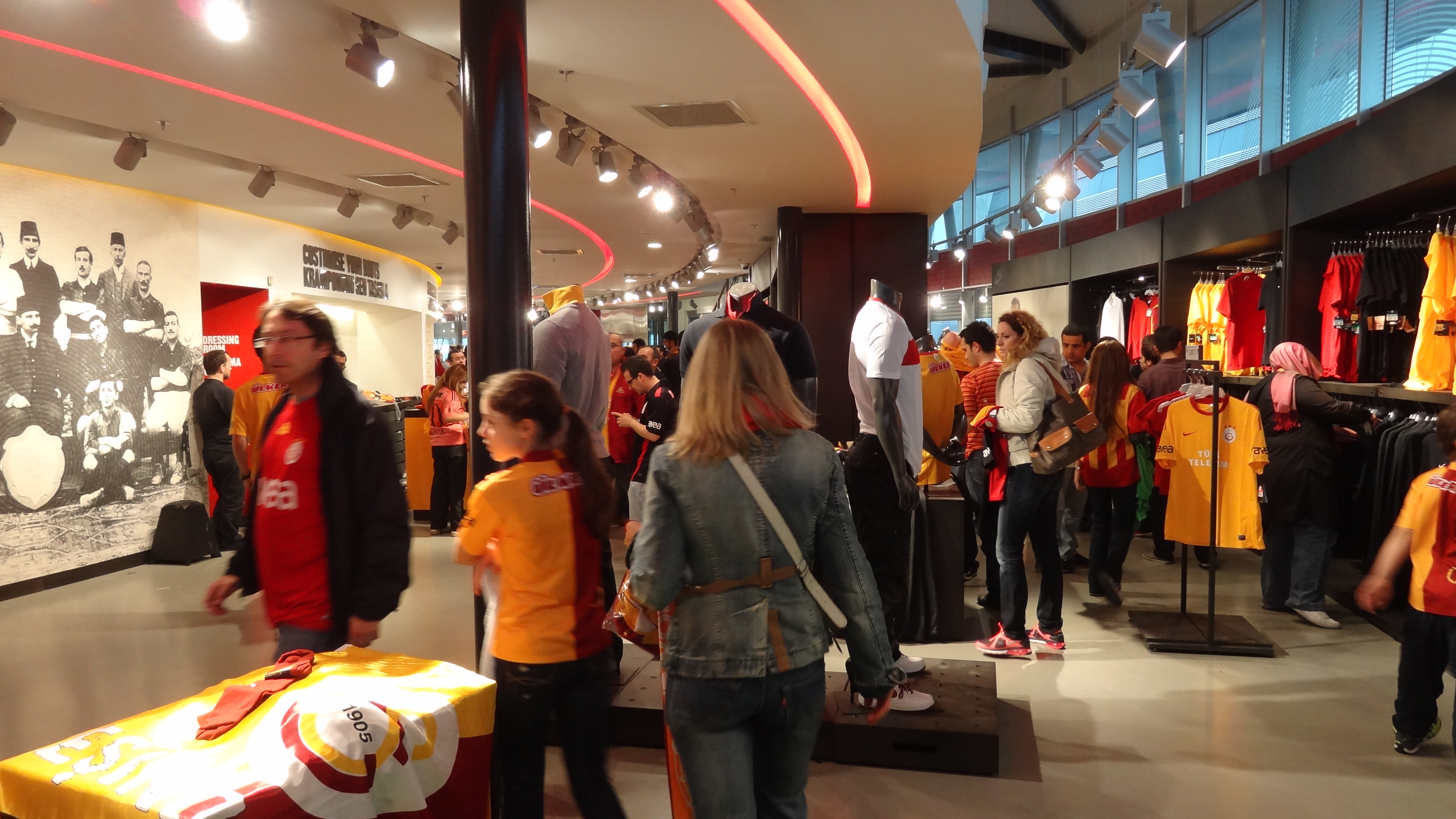
Cửa hàng Galatasaray
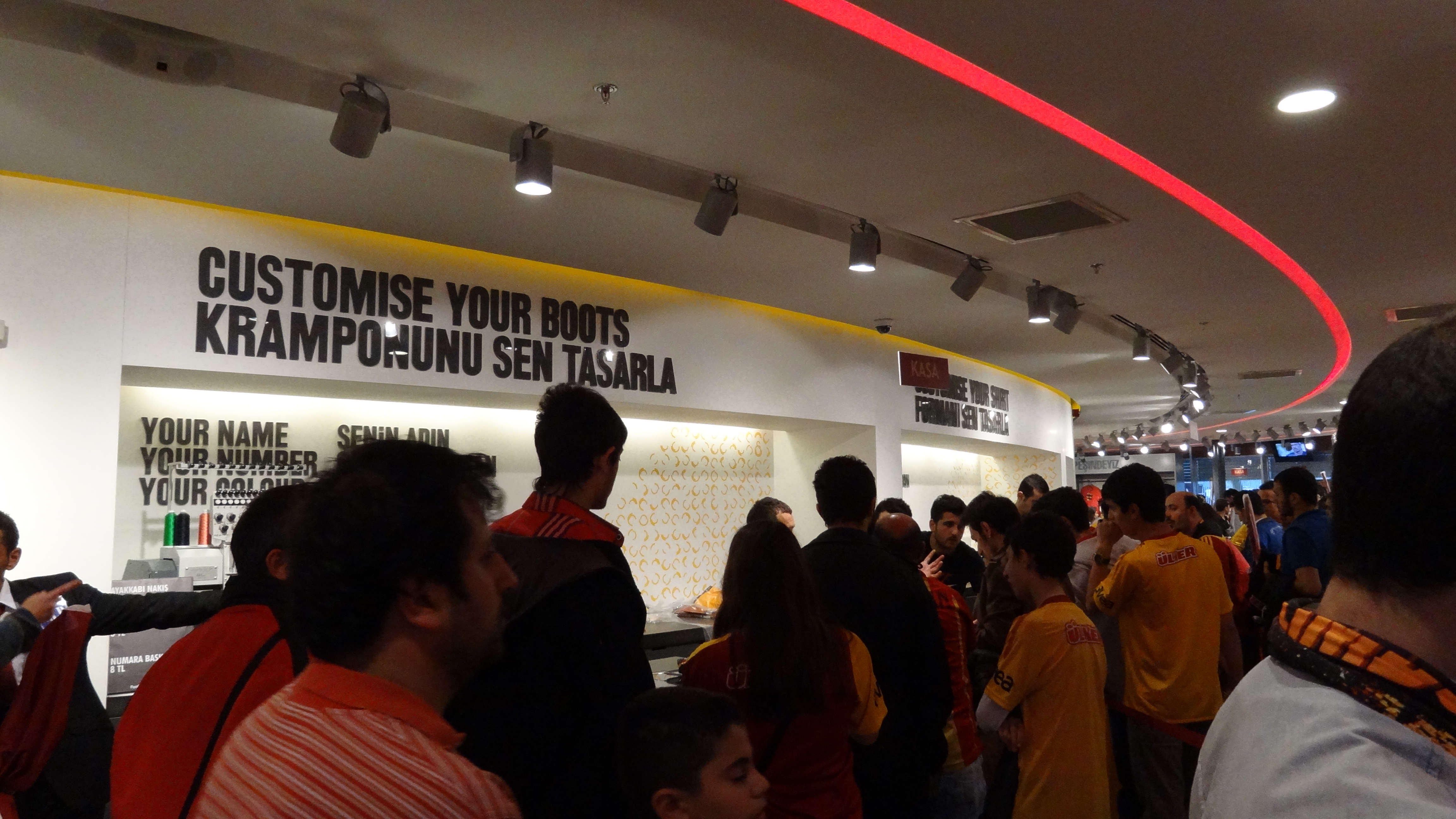
Cửa hàng Galatasaray
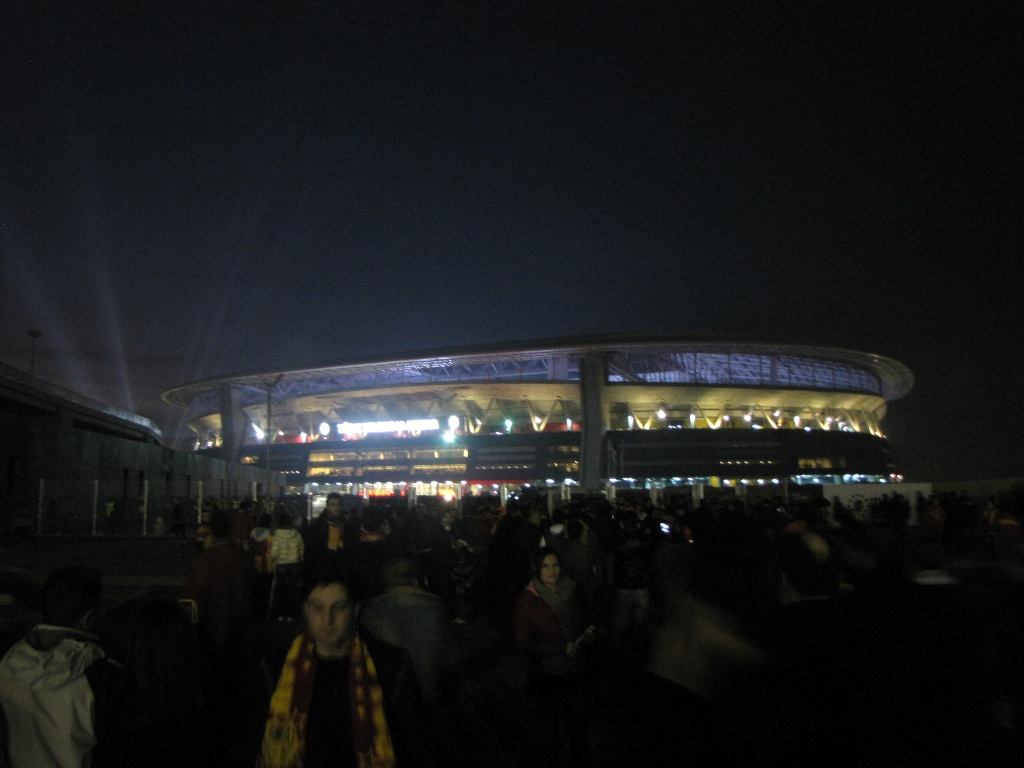
Aslanlı Yol
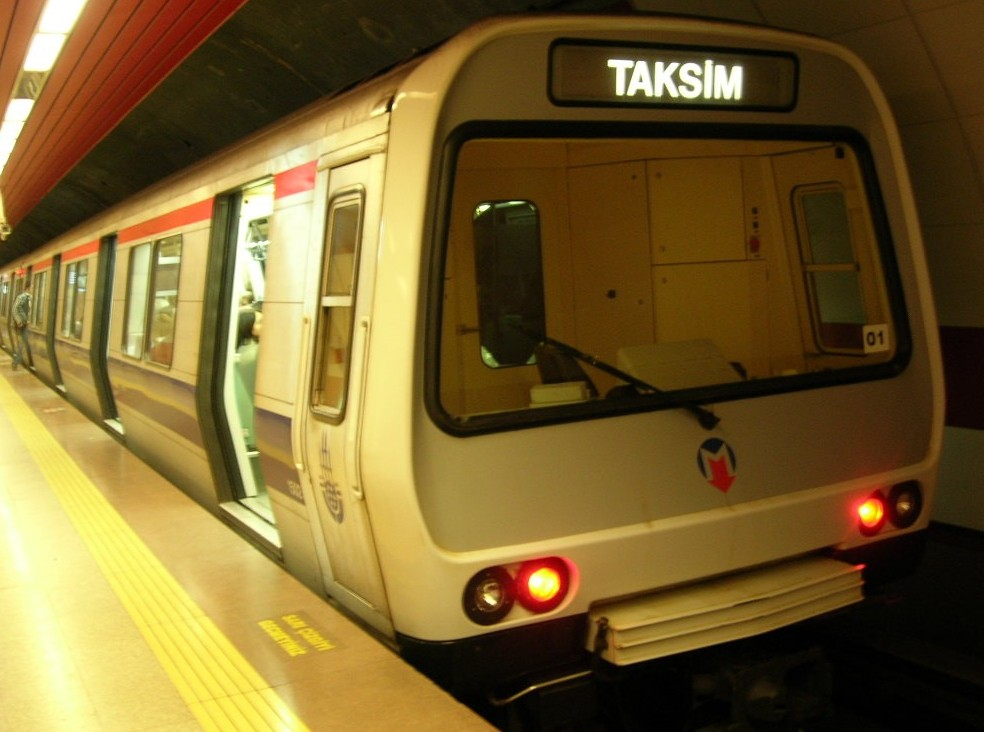
Ga tàu điện ngầm Aslantepe